# 澳柯玛
澳柯玛通常指澳柯玛股份有限公司（上交所：600336），是一家以冷柜为主的传统家电企业，目前产品扩展到洗衣机、净水设备等电器。澳柯玛总部位于中国山东省青岛市。

## 历史
公司始建于1987年，2000年在上海证券交易所上市，股票代码为600336。